# Andreas Krieger
Andreas Krieger (ur. 20 lipca 1965 w Berlinie jako Heidi Krieger) – wschodnioniemiecki lekkoatleta, transmężczyzna, który specjalizował się w pchnięciu kulą.

## Życiorys
Heidi Krieger podobnie jak inni sportowcy z Niemiec Wschodnich regularnie przyjmował niedozwolone środki dopingujące.
Podczas mistrzostw Europy juniorów w Schwechat (1983) zdobył złoto w pchnięciu kulą i rzucie dyskiem. W 1986 roku zdobył złoty medal mistrzostw Europy. Trzykrotnie stawał na podium halowego czempionatu starego kontynentu. W 1984 ustanowił halowy rekord świata juniorów, pchając w Madrycie na odległość 20,51 (wynik ten był do 2012 roku także halowym rekordem Niemiec juniorów – rezultat wykreślono z tabel po liście Krieger skierowanym do Niemieckiego Związku Lekkiej Atletyki). Siedmiokrotnie stawał na podium mistrzostw NRD, w tym raz na najwyższym jego stopniu (hala, 1986).
W 1997 Krieger zdecydował się na operację korekty płci i przyjął imię Andreas.

## Osiągnięcia
| Rok  | Impreza                     | Miejsce      | Pozycja    | Wynik        |
| ---- | --------------------------- | ------------ | ---------- | ------------ |
| 1983 | Mistrzostwa Europy juniorów | Schwechat    | 1. miejsce | 18,06 (kula) |
| 1983 | Mistrzostwa Europy juniorów | Schwechat    | 1. miejsce | 60,14 (dysk) |
| 1984 | Halowe mistrzostwa Europy   | Göteborg     | 3. miejsce | 20,18        |
| 1986 | Halowe mistrzostwa Europy   | Madryt       | 2. miejsce | 20,21        |
| 1986 | Mistrzostwa Europy          | Stuttgart    | 1. miejsce | 21,10        |
| 1987 | Halowe mistrzostwa Europy   | Liévin       | 2. miejsce | 20,02        |
| 1987 | Halowe mistrzostwa świata   | Indianapolis | 4. miejsce | 20,00        |

## Rekordy życiowe
| Konkurencja              | Wynik | Data             | Miejsce   |
| ------------------------ | ----- | ---------------- | --------- |
| Pchnięcie kulą – stadion | 21,10 | 26 sierpnia 1986 | Stuttgart |
| Pchnięcie kulą – hala    | 20,85 | 25 stycznia 1987 | Berlin    |
| Rzut dyskiem             | 61,98 | 19 maja 1983     | Berlin    |